# Artabasdes

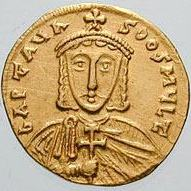
Solid Artabasdesa

Artabasdes – cesarz bizantyjski w latach 741-743. Był zięciem cesarza Leona III i szwagrem cesarza Konstantyna V. Razem z nim panował jako współcesarz jego syn Nicefor. 

## Chronologia buntu
Większość źródeł mówi, w przeciwieństwie do Kroniki Teofanesa, która obok Historii syntomos jest najważniejszym źródłem do badania buntu Artabasdesa i datuje początek uzurpacji po czerwcu 742, o początku buntu bezpośrednio po śmierci Leona III (18 czerwca 741). Pominięcie Artabasdesa w Chronographikon syntomon Nicefora jest też zgodne z jego Historia syntomos w przedstawieniu go jako uzurpatora. Taką samą datę początku uzurpacji Artabasdesa, jaką podaje Teofanes, proponuje Petros z Aleksandrii (koniec IX wieku) w swoim Ekthesis chronon. Mówi on o pierwszym okresie panowania Konstantyna V trwającym rok i miesiąc, przy czym dochodzimy do lipca 742 roku. Jest spornym faktem, czy Petros jest pod wpływem Teofanesa, jak mogłoby się wydawać na pierwszy rzut oka, ponieważ pozostałe wzmianki nie są zgodne ze wzmiankami Teofanesa: tak jak źródłach orientalnych i Continuatio Hispana (mozarabska kronika z 754 roku) mówi on o tym, że po opuszczeniu Konstantynopola przez Konstantyna, Artabasdes panował jako uzurpator. Datuje on czas trwania uzurpacji na dwa lata a drugi okres panowania Konstantyna V na 32 lata, 2 miesiące i 26 dni. Te liczby mogą się nie zgadzać. Wymienione źródła pozwalają wiec trochę inaczej jak dotychczas znane, określić początek uzurpacji jednoznacznie, nawet jeśli większość źródeł wymienia rok 741. 

## Polityka wewnętrzna
Odnośnie do działań Artabasdesa w polityce wewnętrznej podczas jego uzurpacji, zachowały się skąpe informacje. Często dyskutowano przekaz Teofanesa i Nicefora o ponownym wystawieniu „świętych obrazów” w całym Konstantynopolu. Podczas swojej uzurpacji Artabasdes w swoim imieniu i w imieniu swojego syna i współcesarza Nicefora bił w Konstantynopolu monety.

## Rodzina
Ze związku Anną, córką Leona III miał dwóch synów:
- Nicefor, współcesarz w latach 742-743
- Nicetas, strateg temu Armeniakon w latach 742-743.